# Mirabeau híd
A Mirabeau híd (Pont Mirabeau), Párizs egyik közúti hídja, amely a Szajna folyót hidalja át. A rácsos acélszerkezetű ívhidat, mely Párizs 15. és 16. kerületét köti össze, 1893 és 1896 között építették. A 36 Szajna-híd egyik legszebbike.

## Fekvése, közlekedése
A híd a Szajna folyót átívelve összeköti egymással a bal parti 15. kerületet a jobb parti 16. kerülettel. A jobb parti hídfő a rond-point du Pont-Mirabeau nevű körtéren van, ahová a Convention utca (rue de la Convention) vezet. A bal parti hídfő a Barcelona téren (place de Barcelone) található, ide a Rémusat utca (rue de Rémusat) vezet.
A 15. kerületi hídfő közelében, a bal part mentén felfelé fekszik a RER helyiérdekű vasút Gare de Javel nevű állomása, melyen a RER C-vonala halad keresztül. A két hídfőhöz csatlakozik a párizsi metró 10. vonalának Mirabeau állomása (a jobb parti 16. kerületben) és a Javel – André Citroën metróállomás (a bal parti 15. kerületben).

## Története
A híd létesítéséről szóló döntést Sadi Carnot köztársasági elnök 1893. január 12-én írta alá. A hidat Paul Rabel tervezte, amelyben munkáját Jean Résal és Amédée d'Alby mérnökök segítették, és a Daydé & Pillé cég  építette.

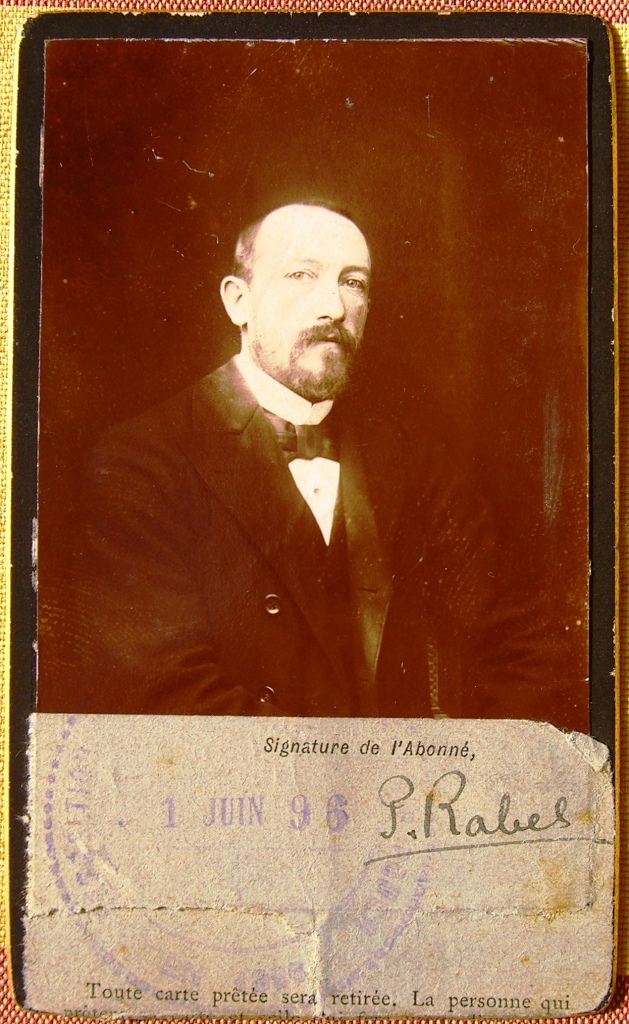
Paul Rabel mérnök, a híd tervezője
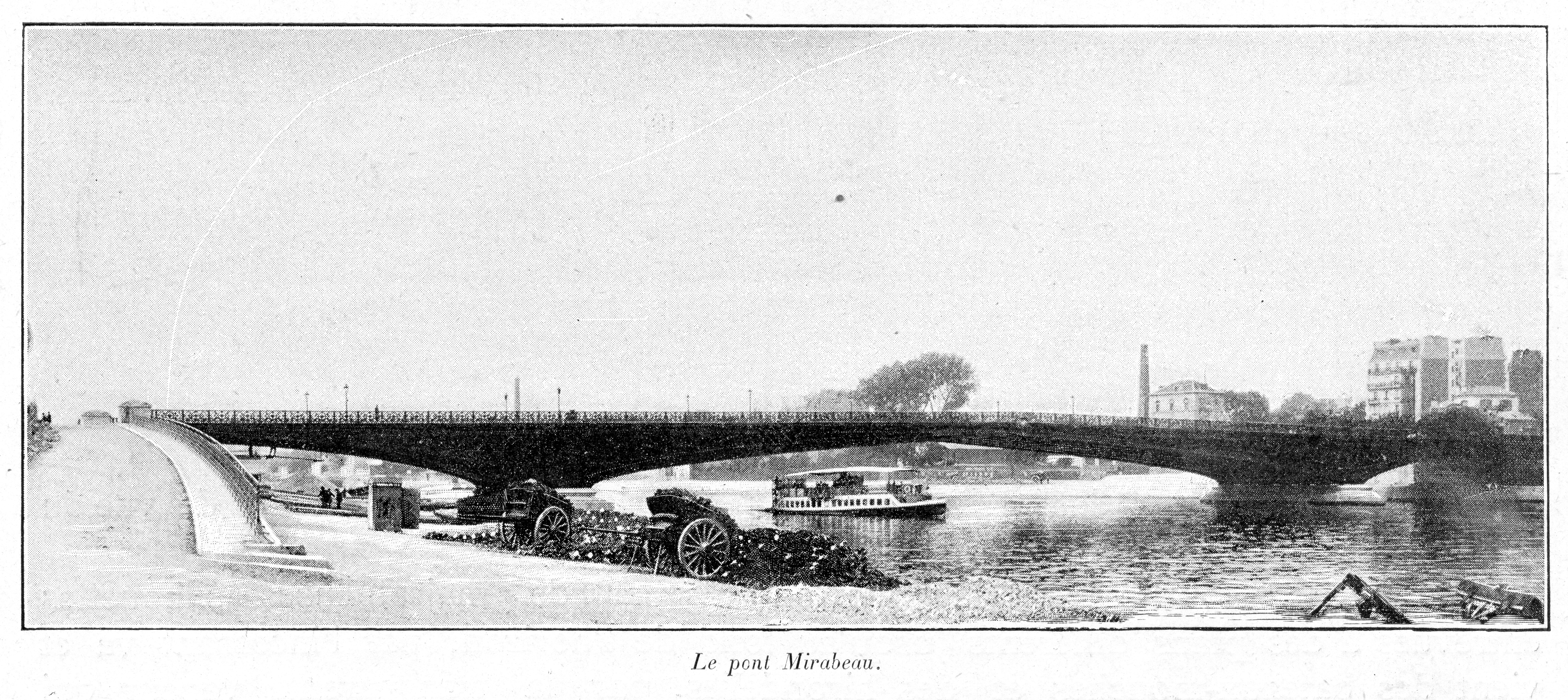
A híd 1897-ben (Clément Maurice(wd) fotográfiája)

A híd Honoré-Gabriel Riqueti de Mirabeau gróf (1749-1791) nevét viseli, aki a francia forradalom kezdeti időszakának neves írója, politikusa, diplomatája volt.
Az első világháború idején, 1918. július 16-án a Kövér Bertha egyik lövedéke a Szajnában robbant fel a Grenelle és a Mirabeau-híd között.

## Szerkezete
A főív fesztávja 93 méter, a két oldalívé egyenként 32,4 méter. Az egyik oldalív a jobb parton a Georges Pompidou út felett vezet, míg a balparti a rakpartot, és a helyiérdekű vasút (RER) vágányait keresztező hídban folytatódik.
Építésekor ez volt a legnagyobb hosszúság/magasság arányú híd 16-os aránnyal.
A híd hossza 173 méter, szélessége 20 méter, az úttest 12 méter, a két járda 4-4 méter széles.
A vasszerkezet színe óarany.

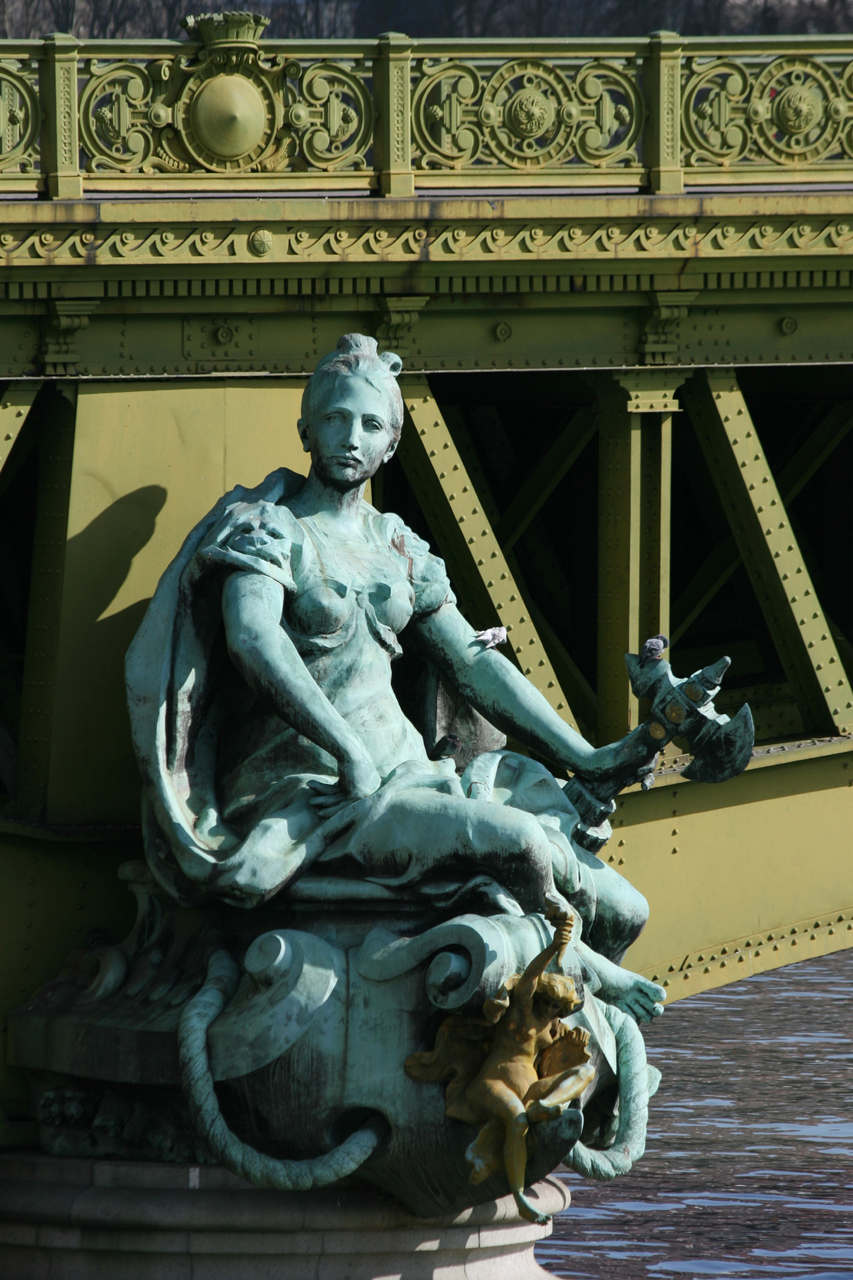
Párizs városa, 1897, Jean-Antoine Injalbert allegorikus bronzszobra.

A két pilon díszítése hajókat formáz. A jobb oldali a Szajna folyásírányába, míg a bal felfelé néz. Ezeket a hajókat az orrán és a tatján Jean-Antoine Injalbert négy allegorikus bronzszobra díszíti (az átadáskor a Francia Becsületrend tisztjévé avatták). La Ville de Paris azaz Párizs Városa (a hajó orrán a jobb parton), La Navigation azaz a Hajózás (a taton), L’Abondance azaz a Bőség (a bal oldali hajó orrán) és a Le Commerce azaz a Kereskedelem (tat). A két orr-allegória (Párizs és Bőség) a Szajnára, míg a két tat-allegória (Hajózás és Kereskedelem) a híd felé, háttal a Szajnának néz.
A négy szobor fölött a hídon a korláton Párizs városának címere látható. (A folyó felől csak a címerek koronái látszanak hátulról.)
A jobb parton a folyópartra egy-egy lépcsősor, míg a bal parton egy-egy rámpa vezet a hídra merőlegesen.

## Megjelenése a művészetekben
A Mirabeau-híd (Le Pont Mirabeau) Guillaume Apollinaire francia költő egyik leghíresebb verse, mely 1913-ban jelent meg először nyomtatásban. Magyarul Vas István műfordításában vált közismertté és népszerűvé. 
„A Mirabeau-híd alatt fut a Szajna…

…Jöjj el éj az óra verjen

Száll az idő itthagy engem”
További magyar műfordítási is ismertek (Eörsi István, Illyés Gyula, Mészöly Dezső, Rónay György).
- Emléktábla Apollinaire versével a hídon
- Képeslap a híd képével és Apollinaire versével
- Paul Signac festménye a híd képével (1903)